# Lertha sheppardi
Lertha sheppardi is een insect uit de familie van de Nemopteridae, die tot de orde netvleugeligen (Neuroptera) behoort. 
Lertha sheppardi is voor het eerst wetenschappelijk beschreven door Kirby in 1904.